# Yuri Lowenthal
 (mars 2020).
Si vous disposez d'ouvrages ou d'articles de référence ou si vous connaissez des sites web de qualité traitant du thème abordé ici, merci de compléter l'article en donnant les références utiles à sa vérifiabilité et en les liant à la section « Notes et références ».
Pour les articles homonymes, voir Lowenthal.
Yuri Lowenthal est un acteur américain né le 5 mars 1971 à Alliance (Ohio)[réf. nécessaire].
Il est surtout connu pour son travail de comédien dans plusieurs œuvres d'animation et dans de nombreux jeux vidéo américains. Il est notamment l'interprète du personnage de Marvel Comics Peter Parker / Spider-Man dans les jeux à succès Marvel's Spider-Man (2018), Miles Morales (2020) et Marvel's Spider-Man 2 (2023).
Également présent dans le milieu du doublage, il prête notamment sa voix à Sasuke Uchiwa dans l'anime Naruto (2002-2006).

## Biographie
Le premier rôle majeur de Lowenthal dans l'industrie vidéoludique est celui du Prince dans Prince of Persia : Les Sables du Temps (2003) du studio Ubisoft. Dans une interview avec Critical Gamer, il décrit ce rôle comme « un coup de chance pour moi, car cela s'est avéré être un super jeu. Nous auditionnons tout le temps pour tous types de projets, et les jeux vidéo en font partie, une partie que j'aime ». Lowenthal ne reprend pas le rôle dans la suite, L'Âme du guerrier (2004), étant remplacé par Robin Atkin Downes. L'acteur estime qu'il s'agissait d'une décision consciente d'Ubisoft pour s'adapter au changement de ton global du jeu et a pensé que c'était la bonne décision : « Quand ils sont allés dans une direction différente… ouais, j'ai été ravi qu'ils aient choisi quelqu'un d'autre. Je comprends parce qu’ils ont pris une direction différente avec le jeu, et c’était beaucoup plus agressif. Vous savez, tous les acteurs diront « Je pourrais jouer ça, je pourrais jouer ça », vous savez, « Je pourrais jouer une femme de soixante ans, je pourrais jouer un gars géant et musclé de trois cents livres ». Et j'aurais pu essayer; mais Rob a plus ce genre de voix que moi. ». Pour Les Deux Royaumes (2005) qui ressemble plus au premier volet, le studio a « écouté les fans » et a rappelé Lowenthal.
De 2006 à 2008, il prête sa voix au personnage de DC Comics Superman dans la série d'animation La Légende des super-héros.
En 2007, il est choisi pour prêter sa voix à Jinnosuke / Kuma, un guerrier avec une tête d'ours en peluche, dans l'anime Afro Samurai qui l'oppose à Samuel L. Jackson dans le rôle-titre. Dans une interview, Lowenthal déclare qu'il est ravi du rôle, notamment grâce à l'arc de son personnage.
En 2008, le directeur créatif de Volition, Steve Jaros, lui offre le rôle de Shogo Akuji dans Saints Row 2 après avoir appris que Yuri Lowenthal était capable de parler le japonais. L'année d'après, il joue Luka dans la version anglophone du beat them all Bayonetta.

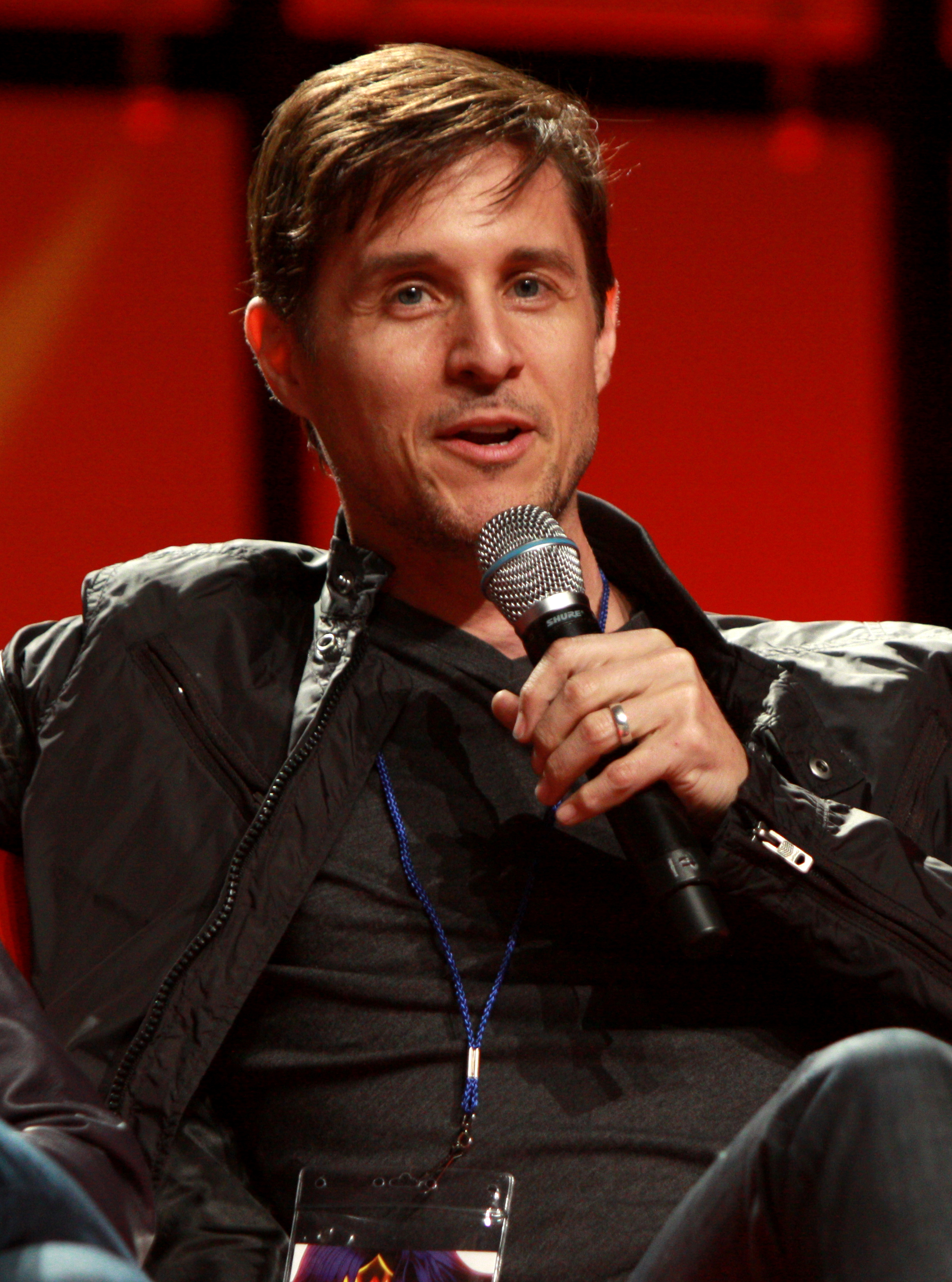
L'acteur en 2013 durant la Phoenix Comicon.

L'acteur fait énormément de voix additionnelles, dont dans la franchise Call of Duty depuis 2005, dans Fallout: New Vegas (2010) ou encore dans The Last of Us (2013). Dans Bioshock 2 en 2010, il fait la voix des Chrosômes de type crawler : « J'ai toujours adoré les Chrosômes dès le premier jeu et pouvoir jouer un Chrosôme dans le deuxième jeu, même s'il était encore éclipsé par le premier jeu, était génial [...] C'était presque comme une grande séance de thérapie. [...] C'était vocalement stressant, mais j'ai passé quatre heures entières à crier, à tuer et à me faire incendier... devenant complètement fou, et il y avait tellement de joie que ma voix tenait le coup. Je me sentais beaucoup plus détendu quand je suis sorti de cette séance »,.
Acteur polyvalent, l'acteur participe également au doublage de plusieurs anime,. Il prête notamment sa voix à Sasuke Uchiwa pour la version anglophone de l'anime Naruto (2002-2006) ainsi que dans ses dérivés. Il double également Suzaku  dans Code Geass (2006-2008) ou encore Simon dans Gurren Lagann (2007).
En 2018, Yuri Lowenthal interprète le super-héros de Marvel Comics Peter Parker / Spider-Man dans le jeu vidéo Marvel's Spider-Man du studio Insomniac Games. En plus de lui prêter sa voix, l'acteur participe aux séances pour la capture de mouvement du personnage. L'acteur reprend le personnage en 2020 dans le standalone Marvel's Spider-Man: Miles Morales, mettant en avant Miles Morales interprété par Nadji Jeter. En 2023 sort  Marvel's Spider-Man 2 qui permet de contrôler les deux personnages. Yuri Lowenthal reprend également le personnage qui fait un caméo dans le film d'animation Spider-Man : Across the Spider-Verse en 2023, après avoir prêté sa voix à des versions différentes de l'homme-araignée dans le jeu Marvel Ultimate Alliance 3: The Black Order en 2019 et Marvel's Midnight Suns en 2022,,.
En février 2023, il tient le rôle de Benni Baro, un adolescent  pilleur et mineur d'ipsium qui vole le vaisseau de la Bad Batch dans un épisode de la série Star Wars: The Bad Batch. La même année, il prête sa voix à Mon-El dans le film d'animation Legion of Super-Heroes du Tomorrowverse de DC Comics.

### Vie privée
Yuri Lowenthal rencontre la comédienne Tara Platt (en) à l'université de New York. Le couple se marie en 2002, à Las Vegas,.

## Filmographie

### Séries télévisées
- 2005 : Alias (épisode 69) : le chauffeur de Bishop
- 2005 - 2006 : Gilmore Girls (épisode 119 et 137) : Carl
- 2006 : Close to Home : Juste Cause (épisode 11) : EMT

### Cinéma
- 2018 : Any Bullet Will Do de Justin Lee : Pickett Rowe

### Jeux vidéo
- Jeux vidéo Naruto (Ninja Council, Ultimate Ninja, Clash of the Ninja, Rise of a Ninja, The Broken Bond, Uzumaki Chronicles, Ninja Destiny) - Sasuke Uchiwa
- Série Saints Row - Matt Miller
- Série Trauma Center - Derek Stiles
- 2002 : Rave Master - Haru Glory
- 2003 : Medal of Honor : Soleil levant - Ichiro "Harry" Tanaka
- 2003 : Prince of Persia : les Sables du temps - Prince de Perse
- 2004 : I Love Bees - Kamal Zaman
- 2005 : Rave Master: Special Attack Force - Haru Glory
- 2005 : Tales of the Abyss - Luke Fon Fabre / Asch the Bloody
- 2006 : Baten Kaitos Origins - Giacomo
- 2006 : Destroy All Humans! 2 - M. Go!
- 2006 : Final Fantasy XII - Reks
- 2006 : Jeanne d'Arc - Roger
- 2006 : Prince of Persia : les Deux royaumes - Prince de Perse
- 2006 : Xenosaga Episode III: Also sprach Zarathustra - Kevin Winnicot
- 2006 : .hack//G.U. vol.1//Rebirth - Haseo
- 2007 : .hack//G.U. vol.2//Reminisce - Haseo
- 2007 : .hack//G.U. vol.3//Redemption - Haseo
- 2007 : Dragoneer's Aria - Ruslan l'Avelith
- 2007 : Final Fantasy IV - Cecil Harvey
- 2007 : Medal of Honor : Avant-Garde - Franson
- 2007 : Rogue Galaxy - Steve
- 2009 : Persona 4 - Yosuke Hanamura
- 2009 : Assassin's Creed II - Vieri De'Pazzi
- 2009 : Bayonetta - Luka
- 2010 : Professeur Layton et le Destin perdu - Clive Dove
- 2012 : Professeur Layton et le Masque des miracles - Randall Ascott
- 2013 : The Wonderful 101 - Wonder-White
- 2013 : Fire Emblem: Awakening - Ricken
- 2014 : Sunset Overdrive
- 2014 : Game of Thrones: A Telltale Games Series - Tom, Erik et Finn
- 2015 : Xenoblade Chronicles X - Avatar
- 2016 : The Walking Dead: A New Frontier - Dr Lingard
- 2016 : League of Legends - Taric, Bouclier de Valoran
- 2016 : Fire Emblem Fates - Marth
- 2017 : Fire Emblem Heroes - Marth / Merric / Eliwood / Ricken
- 2017 : Fire Emblem Warriors - Marth
- 2018 : Spider-Man -  Peter Benjamin Parker / Spider-Man
- 2018 : Super Smash Bros. Ultimate : Marth
- 2020 : Genshin Impact : Dainsleif
- 2020 : Marvel's Spider-Man: Miles Morales : Peter Parker / Spider-Man
- 2020 : Call of the Sea : Harry Everhart
- 2022 : Call of Duty: Modern Warfare II : Erikson
- 2022 : Marvel's Midnight Suns : Peter Parker / Spider-Man
- 2023 : Fire Emblem Engage - Marth
- 2023 : Mortal Kombat 1 : Smoke
- 2023 : Marvel's Spider-Man 2 : Peter Parker / Spider-Man

### Film d'animation
- 2015 : Batman Unlimited : L'Instinct animal : Red Robin
- 2015 : Batman Unlimited : Monstrueuse Pagaille : Red Robin
- 2021 : Hôtel Transylvanie : Changements monstres : Nyte Blayde

### Séries télévisées d'animation
- 2001 : Haré + Guu : Wadji
- 2001 : Rave : Haru Glory
- 2001 : Le Prince du tennis : Katsuo Mizuno, Keigo Atobe
- 2002 : Naruto : Sasuke Uchiwa
- 2004 : Kyō kara maō! : Yuuri Shibuya
- 2005 : Karas : Ken
- 2006 : Code Geass : Suzaku Kururugi
- 2006 : La Légende des super-héros : Superman
- 2007 : Naruto Shippûden : Sasuke Uchiwa
- 2007 : Tengen toppa Gurren Lagann : Simon
- 2008 : Ben 10: Alien Force : Ben Tennyson
- 2008-2011 : Batman : L'Alliance des héros : Mister Miracle, Prince Tuftan et Bulletman
- 2009 : Eyeshield 21 : Sena Kobayakawa
- 2010 : La Ligue des justiciers : Nouvelle Génération (Young Justice) : La’gaan/Lagoon Boy, Icicle Jr, Garth, Tommy Terror, Zviad Baazovi, Les Trogowogs et Plasmus/Otto Von Furth
- 2012 : Le Cygne et la Princesse : Un Noël enchanté : Derek (Arthur)
- 2015 : RWBY : Mercury Black
- 2016 : Camp Camp : Neil
- 2017 : Le Cygne et la Princesse : En mission secrète : Derek (Arthur)
- 2018-présent : Spy Kids : Mission critique (Spy Kids: Mission Critical)
- 2023 : Valkyrie Apocalypse : Alcide
- 2023 : Star Wars: The Bad Batch : Benni Baro (saison 2, épisode 10)
- 2024 : Batman, le justicier masqué : Détective Cohen (voix originale - 3 épisodes)